# Antarcturidae incertae sedis alcicornis
Antarcturidae incertae sedis alcicornis is een pissebed uit de familie Antarcturidae . De wetenschappelijke naam van de soort is voor het eerst geldig gepubliceerd in 1904 door Whitelegge.